# Patagioenas
Patagioenas – rodzaj ptaków z podrodziny gołębi (Columbinae) w rodzinie gołębiowatych (Columbidae).

## Zasięg występowania
Rodzaj obejmuje gatunki występujące w Ameryce.

## Morfologia
Długość ciała 24–48,5 cm; masa ciała 128–460 g.

## Systematyka

### Etymologia
- Patagioenas (Patagiaenas): gr. παταγη patagē „brzęk, klask, trzask”; οινας oinas, οιναδος oinados „gołąb”[10].
- Chloroenas (Chloraenas, Chloraenos): gr. χλωρος khlōros „zielony”; οινας oinas, οιναδος oinados „gołąb”[11]. Gatunek typowy: Columba monilis Vigors, 1839[a].
- Lepidoenas (Lepidaenas): gr. λεπις lepis, λεπιδος lepidos „łuska”, od λεπω lepō „łuszczyć się”; οινας oinas, οιναδος oinados „gołąb”[12]. Gatunek typowy: Columba speciosa J.F. Gmelin, 1789.
- Crossophthalmus: gr. κροσσοι krossoi „fałdy”; οφθαλμος ophthalmos „oko”[13]. Gatunek typowy: Columba corensis Jacquin, 1784.
- Picazuros: epitet gatunkowy Columba picazuro Temminck, 1813; guarańska nazwa Pihkasú-ró „kwaśny gołąb” (od smaku ciała gołębia po zjedzeniu przez niego pewnych owoców) dla gołąbczaka łuskogrzbietego[14]. Gatunek typowy: Columba picazuro Temminck, 1813.
- Oenoenas: gr. οινος oinos „wino” (por. οινωψ oinōps „koloru wina”); οινας oinas, οιναδος oinados „gołąb”[15]. Gatunek typowy: Columba nigrirostris P.L. Sclater, 1860.
- Notioenas: gr. νοτιος notios „południowy”, od νοτος notos „południe”; οινας oinas, οιναδος oinados „gołąb”[16]. Gatunek typowy: Columba maculosa Temminck, 1813.

### Podział systematyczny
Do rodzaju należą następujące gatunki:
- Patagioenas leucocephala (Linnaeus, 1758) – gołąbczak karaibski
- Patagioenas speciosa (J.F. Gmelin, 1789) – gołąbczak łuskowany
- Patagioenas corensis (von Jacquin, 1784) – gołąbczak gołooki
- Patagioenas squamosa (Bonnaterre, 1792) – gołąbczak antylski
- Patagioenas picazuro (Temminck, 1813) – gołąbczak łuskogrzbiety
- Patagioenas maculosa (Temminck, 1813) – gołąbczak plamisty
- Patagioenas fasciata (Say, 1822) – gołąbczak pręgosterny
- Patagioenas araucana (Lesson & Garnot, 1827) – gołąbczak chilijski
- Patagioenas caribaea (von Jacquin, 1784) – gołąbczak jamajski
- Patagioenas cayennensis (Bonnaterre, 1792) – gołąbczak różowawy
- Patagioenas flavirostris (Wagler, 1831) – gołąbczak czerwonodzioby
- Patagioenas oenops (Salvin, 1895) – gołąbczak peruwiański
- Patagioenas inornata (Vigors, 1827) – gołąbczak różowoszyi
- Patagioenas plumbea (Vieillot, 1818) – gołąbczak ołowiany
- Patagioenas subvinacea (Lawrence, 1868) – gołąbczak brązowy
- Patagioenas nigrirostris (P.L. Sclater, 1860) – gołąbczak krótkodzioby
- Patagioenas goodsoni (E. Hartert, 1902) – gołąbczak mały